# Cataphrodisium simile
Cataphrodisium simile är en skalbaggsart som beskrevs av Cenek Podany 1971. Cataphrodisium simile ingår i släktet Cataphrodisium och familjen långhorningar. Inga underarter finns listade.